# ماخارن
ماچارن (به هلندی: Macharen) یک منطقهٔ مسکونی در هلند است که در اوس (هلند) واقع شده‌است. ماچارن ۸۰۰ نفر جمعیت دارد.